# Silnice II/484 (Slovensko)
Silnice II/484 je silnice II. třídy na Slovensku v  okrese Čadca. Její délka je 10,389 km a spojuje Českou republiku a Turzovku.

## Průběh trasy
II/484 začíná na státní hranici s Českou republikou, kde navazuje na tamější silnici II/484. V Klokočově se kříží se silnicí III/2026, v Turzovce opět se silnicí III/2020. Silniční komunikace končí na křižovatce s II/487.